# 上馬利納

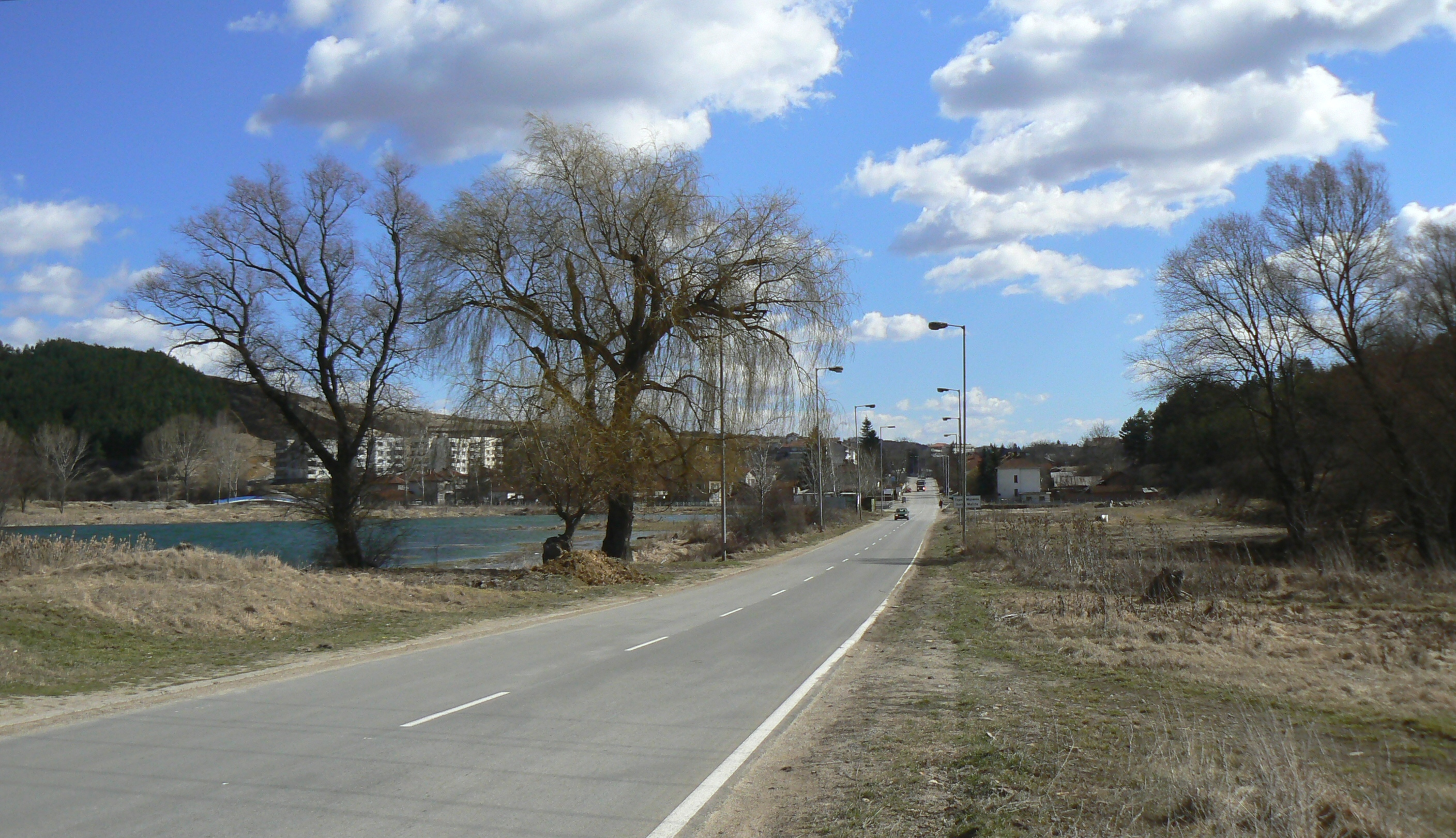

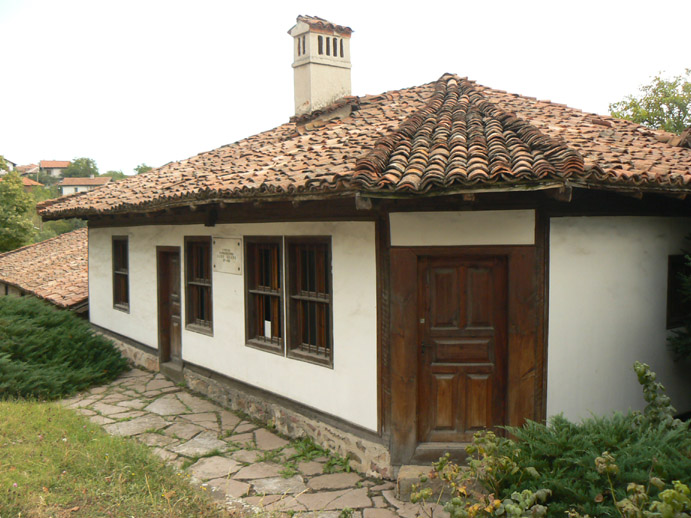

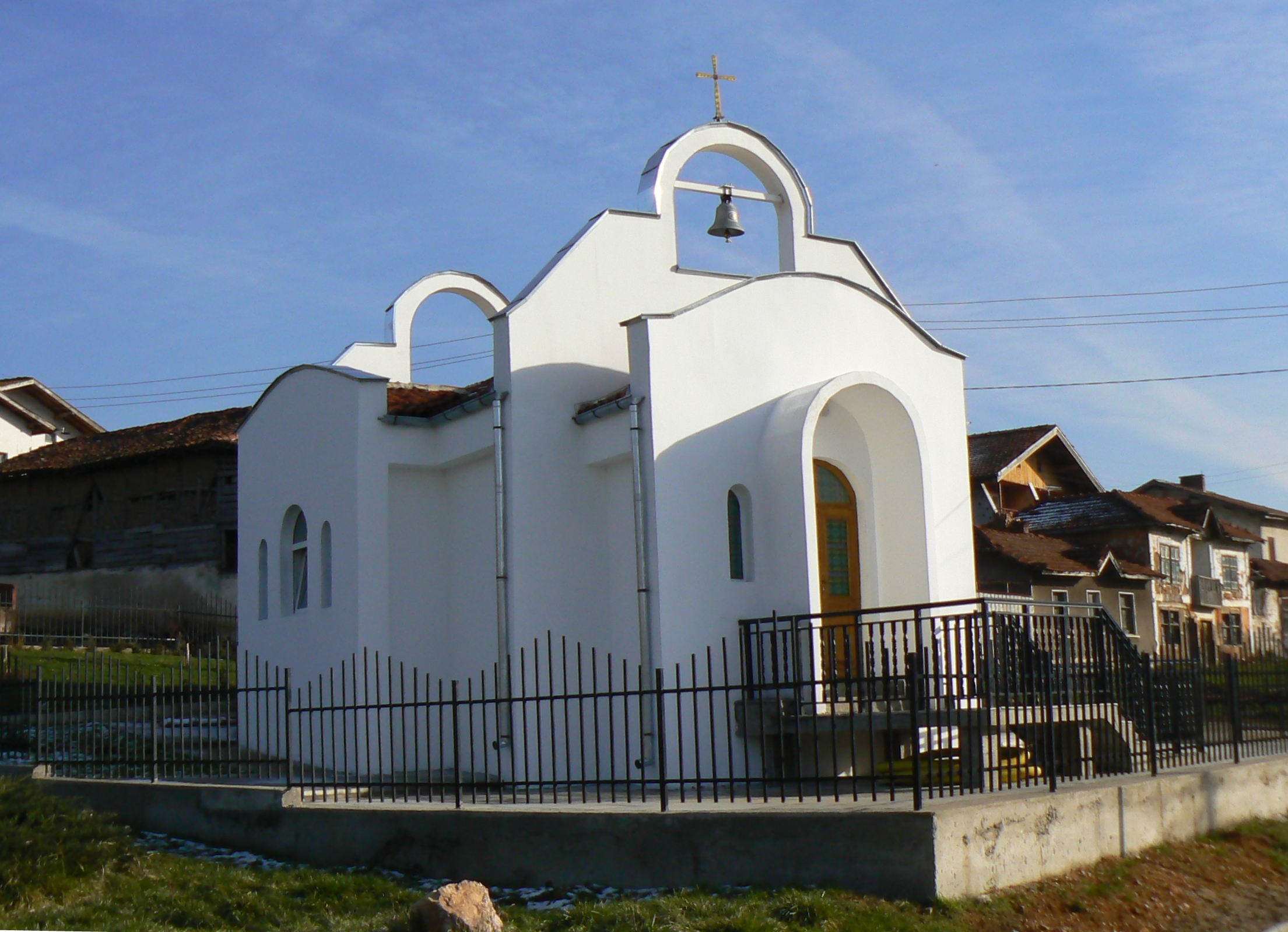

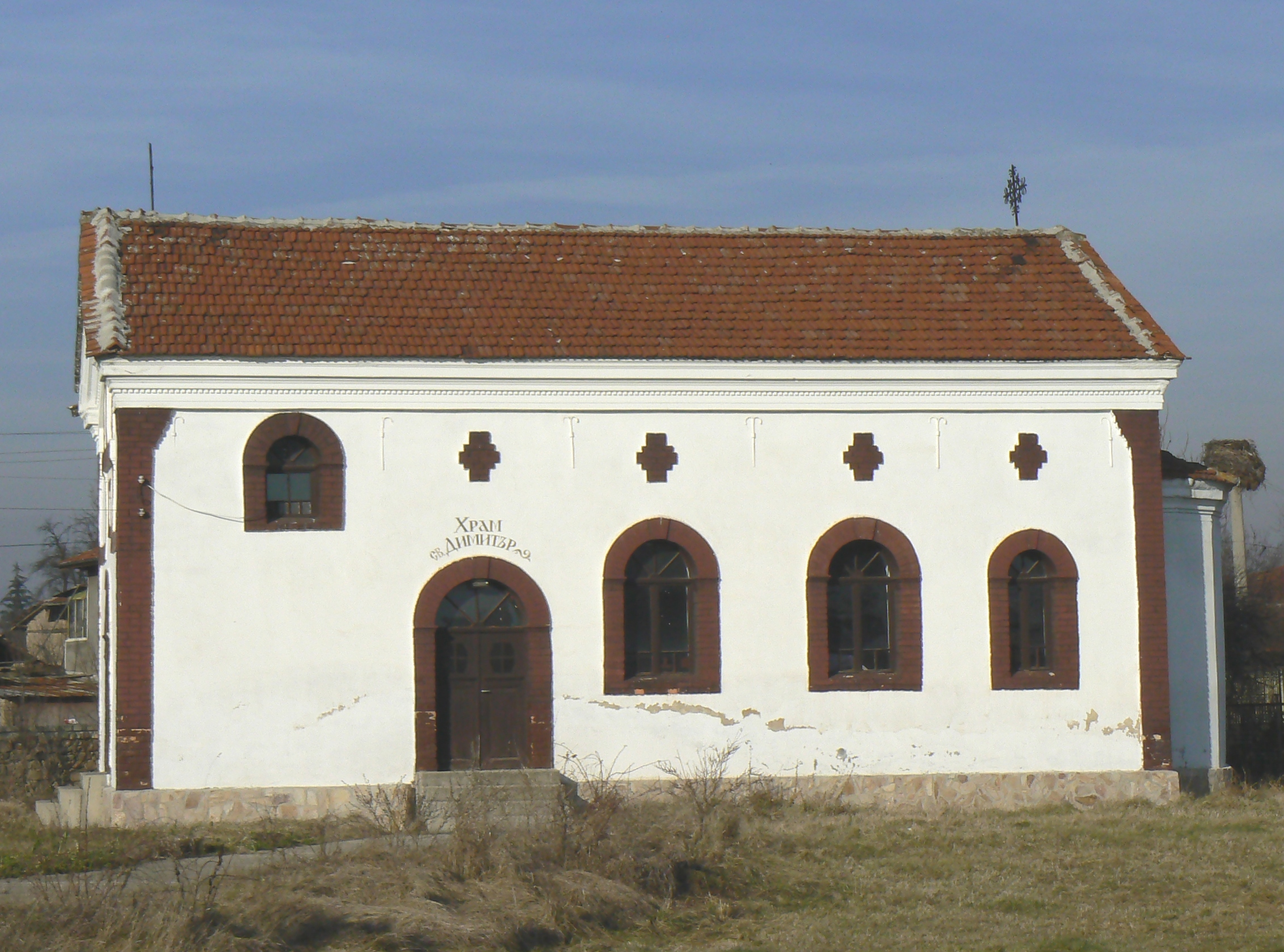

上馬利納，是保加利亞西部索菲亞州上馬利納市鎮的村庄及行政中心，面積14平方公里，海拔高度620米，2015年人口1,544，人口密度每平方公里4.12人。